# Maximilian Hermann Frotscher
Maximilian Hermann Frotscher (* 31. Dezember 1816 in Pausa/Vogtl.; † 6. Dezember 1899 in Striesen) war ein deutscher Lehrer, evangelisch-lutherischer Pfarrer und Autor.

## Leben und Wirken
Nach dem Schulbesuch in Pausa wechselte er Ostern 1830 an das Gymnasium in Plauen und ging 1836 an die Universität Leipzig, wo er Theologie und Philologie studierte und den Magister-Abschluss erwarb. Von 1839 bis 1843 war er als Hauslehrer und danach bis 1848 als Lehrer am Knabenerziehungsinstitut in Kloschwitz tätig. 1848 wurde Frotscher Pfarrer in Reuth mit Stelzen. 1853 wechselte er als Pfarrer nach Limbach (Vogtland). Am 1. Oktober 1888 wurde er emeritiert.
Seine beiden Söhne Paul Gotthold und Martin Gotthold Frotscher wurden ebenfalls Pfarrer.

## Publikationen
- Predigt am S. Jubilate über 1. Petri 2, 11–17. Woran mahnt uns der Apostel mit der Erinnerung, daß wir Fremdlinge und Pilgrime auf Erden sind? In: Magazin für christliche Prediger, 1851.
- Predigt am S. Reminisc. über das Evangelium: die Kananäerin und der Heiland. In: Die Sonntagsfeier, 1860.
- Predigt am 1. Adventsonnt. Mahnungen der Festepistel, als Mahnungen des Kirchenjahrs. In: Die Sonntagsfeier, 1861.
- Worte bei einer Schulhauseinweihung, am 4. Oct. 1858. In: Die Sonntagsfeier, 1861.
- Ansprache bei der Prämiirung von Dienstboten im Herlasgrüner ökonom. Verein. In: Die Sonntagsfeier, 1861.
- Predigt über Luc. 16, 1–9. „Wodurch unterscheiden sich die Kinder der Welt von den Kindern des Lichts in ihrem Verhältniß zu den Mammonsgütern?“ In: Die Sonntagsfeier, 1863.